# ヘンリー・ハドソン橋
ヘンリー・ハドソン橋 (Henry Hudson Bridge) は、ニューヨーク市のスパイテン・ダイヴィル川に架かる鋼製アーチ有料橋である。マンハッタン区インウッドとブロンクス区スパイテン・ダイヴィル (en) を結んでおり、ヘンリー・ハドソン・パークウェイ (en, NY 9A) が橋上を走っている。マンハッタン側（南側）では、このパークウェイ (en) はインウッド・ヒル・パーク (en) 内を通過する。商用車（商品輸送車、客員運搬車、トラック、バス）はこの橋の通行を認められていない（一般的に商用車のパークウェイの走行は認められていない）。

## 設計

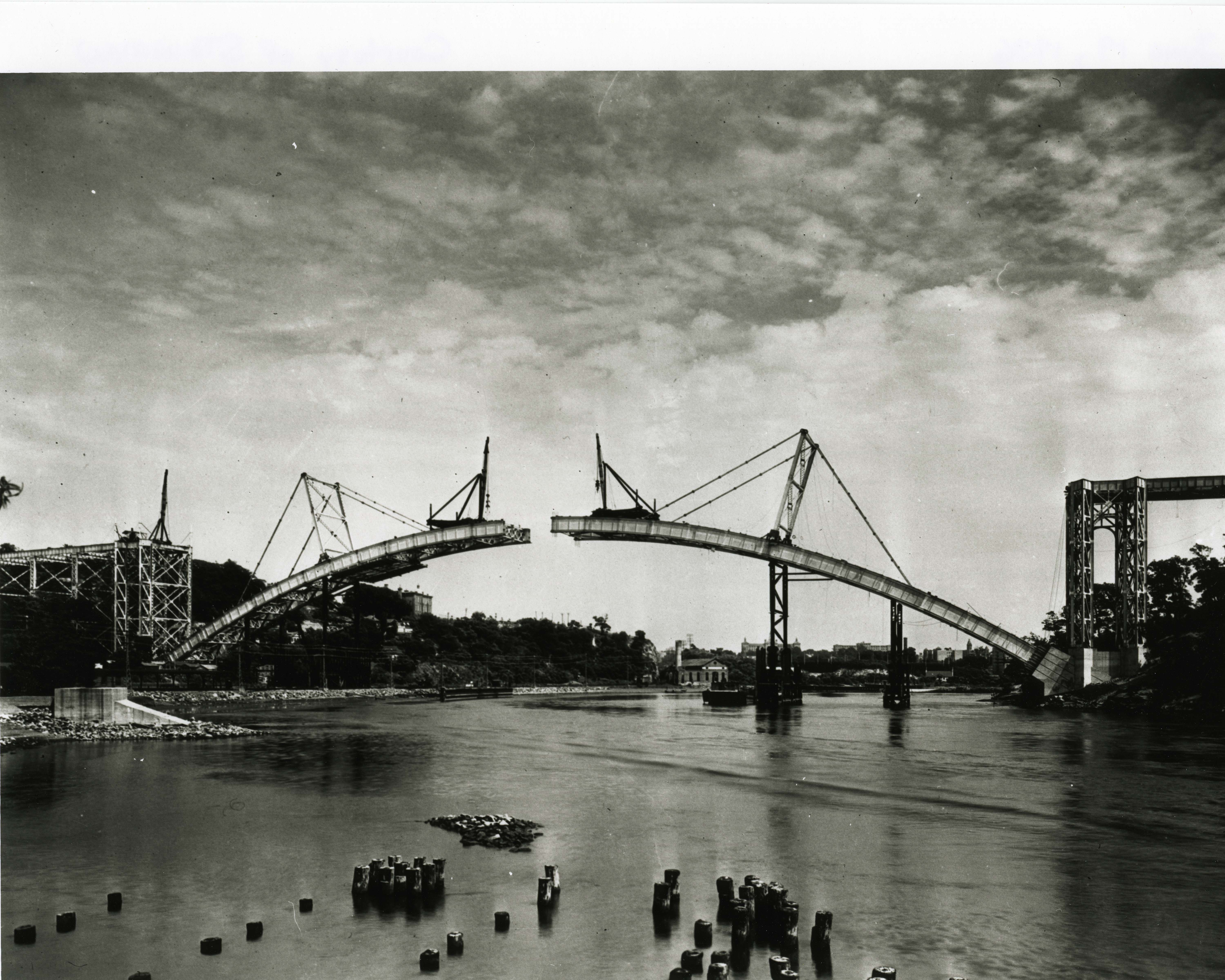
建設中の橋（1936年6月）

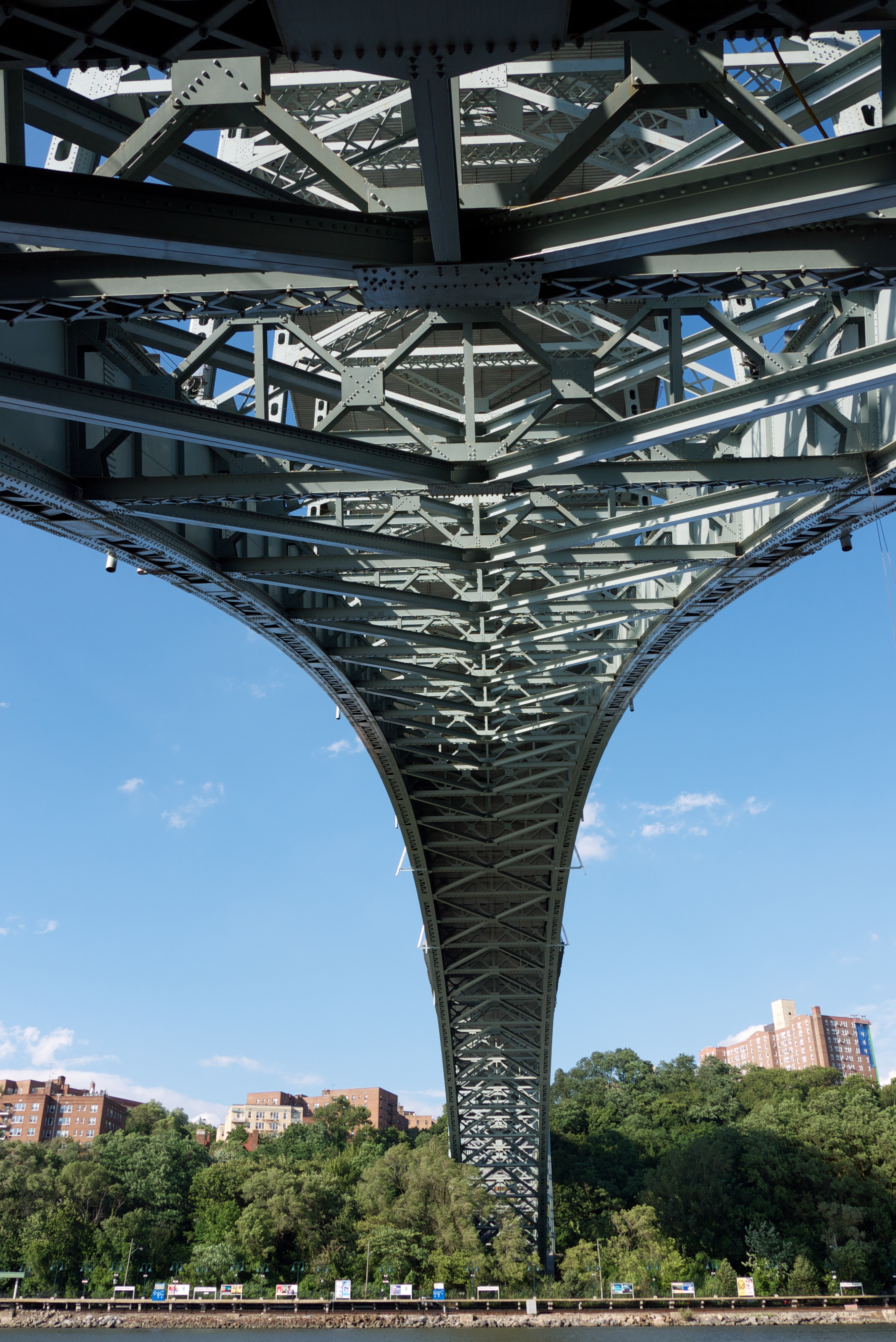
北向きに見た橋の下部

この橋はデビッド・スタインマンによってコロンビア大学における1911年の土木工学の博士論文中で設計された。その名前は、ヘンリー・ハドソンが1609年にハーヴ・ミーン号によって周辺の水域を航海しこの橋付近に停泊したことを記念して名付けられた。1936年の開業時、この橋は世界最長の鈑桁アーチ橋 (plate girder arch bridge) および固定アーチ橋 (fixed arch bridge) であった。
この橋の道路は2層構造になっており、上層3車線、下層4車線の計7車線と歩道・自転車道が走っている。潮海峡スパイテン・ダイヴィル川上に架かり、この橋のすぐ西はハドソン川との合流地点である。この道路橋はヘンリー・ハドソン・パークウェイ (en) の一部であり、ニューヨーク州道9A号線 (en) に指定されている。この橋の西には、スパイテン・ダイヴィル橋 (en) が水上5フィートに架かっており、その橋上をオールバニなどアップステートの都市に向かうアムトラックの列車が走っている。ブロンクス側の橋の麓にはメトロノース鉄道のスパイテン・ダイヴィル駅がある。

## 歴史

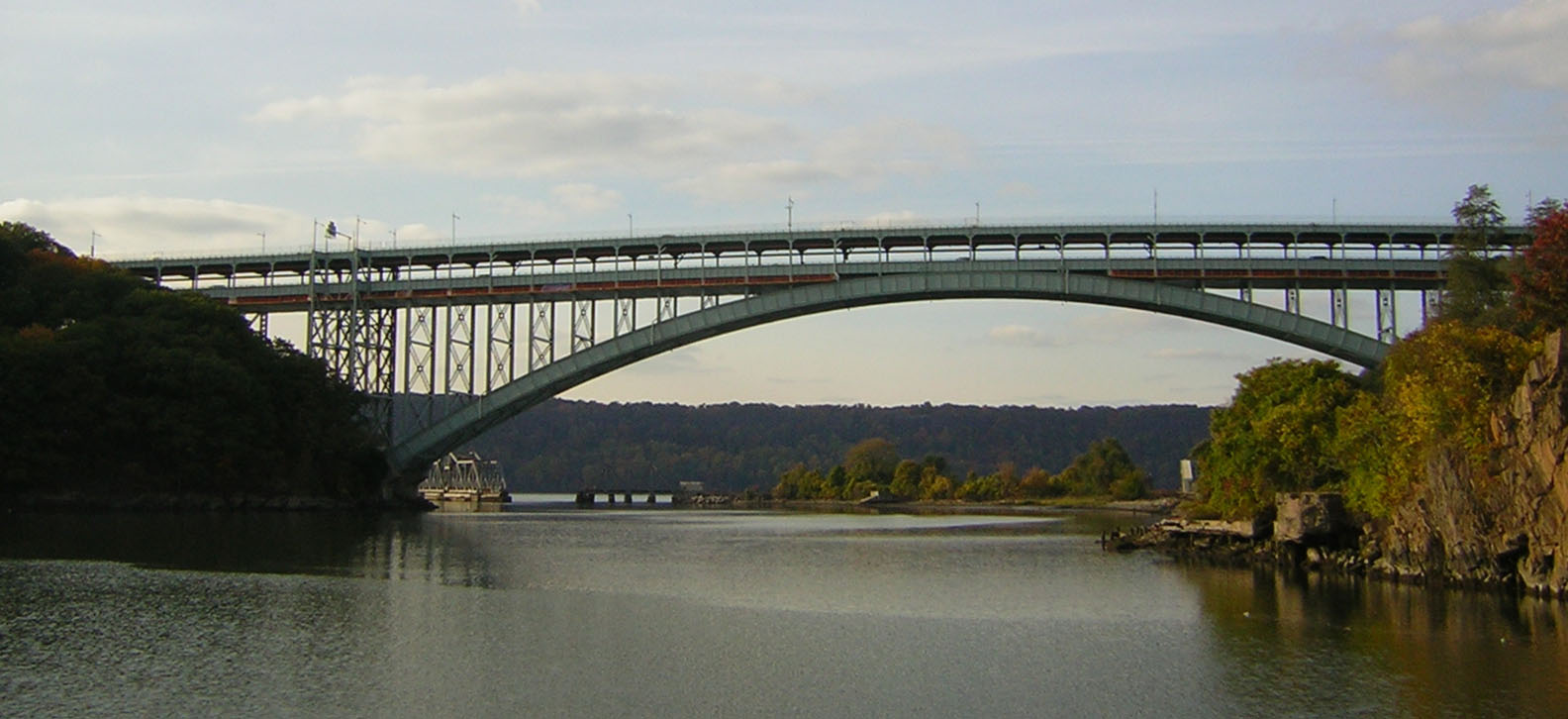
ボートから西のハドソン川とニュージャージー州パリセーズを望む。

この場所に橋を架ける計画は早くとも1906年に提案されていたが、スパイテン・ダイヴィルの住人および他の市民団体はインウッド・ヒル・パークの処女林が破壊されることおよびブロンクス側にもマンハッタンからの車による渋滞がもたらされる懸念から建設に反対していた。その一方で、ロバート・モーゼスはハドソン川沿いに橋を建設する方が良いと考えていた。その方がパークウェイの建設のための土地買収費用がかからず、また建設のために国の労働力を使うことができたためである。この橋の建設によってリバーデイルの発展がもたらされた。
Henry Hudson Parkway Authorityの発注で、当初の単層の橋桁構造がアメリカン・ブリッジ・カンパニーによって$4,949,000で建設され、1936年12月12日に開業した。上層の道路は後に設計され追加工事が行われ、1938年5月7日に開業した。追加工事の費用はおよそ$2,000,000で、通行費用の値上げによって賄われた。2012年の年平均通行量は63,434台（）。
この橋の所有者はニューヨーク市で、大都市圏交通公社の関連組織のMTAブリッジス・アンド・トンネルス (en) によって運営されている。改修プロジェクトが2000年に始まり、この橋の元々の設計者のロビンソン＆スタインマンの後身事務所であるen:Steinman, Boynton, Gronquist and Birdsallによって施行された。
2010年1月、MTAは料金所を廃止し、ノンストップの自動料金徴収システムの導入実験を行うと発表した。2011年1月20日、この実験プロジェクトが始まった。E-ZPassを持たないドライバーは利用料金を郵送することができる。 この新しい料金システムは2012年11月12日より導入された。